# 火星環境動力学分析器

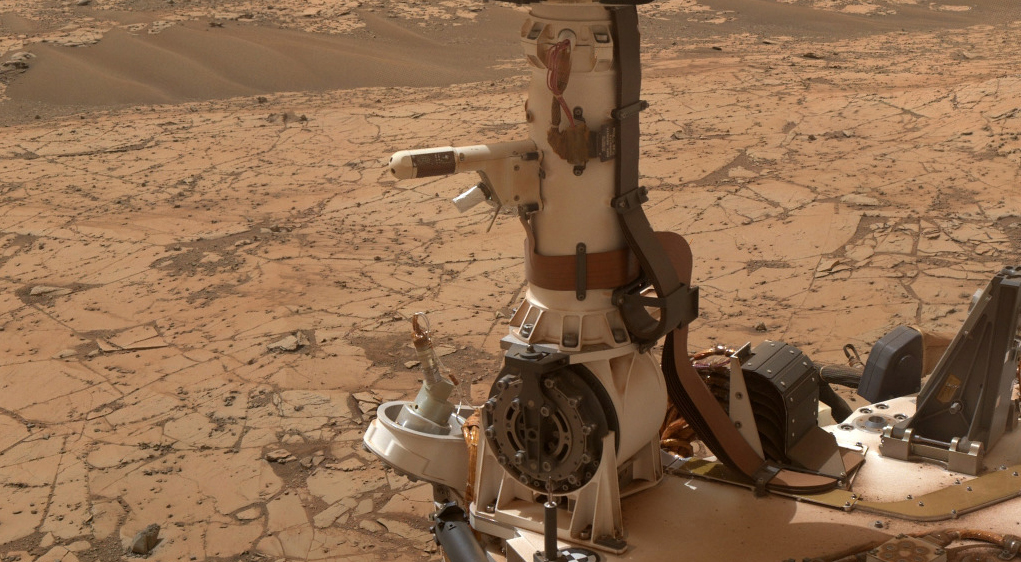
火星のREMS機器

火星環境動力学分析器（かせいかんきょうどうりょくがくぶんせきき、英語: Mars Environmental Dynamics Analyzer（ MEDA ））は、マーズ2020パーサヴィアランスローバーに搭載された機器で、塵のサイズと形態、および地表の天候を特徴づける。具体的には、得られた情報は、塵のサイズと形状、毎日の天気予報、火星の放射と風のパターンに関する情報など、将来の人間の探査目的に対処するのに役立つ。これらは、現地資源利用システムの適切な設計に不可欠である。MEDAは、キュリオシティローバーミッションのREMSからの後続プロジェクト。MEDAの範囲は拡大されており、火星の塵に関するデータ収集が増え、火星プログラムの全体的な目的と発見の目標に貢献している。
機器セットは、スペインのマドリードにあるスペイン国立研究評議会のスペイン宇宙生物学センターによって開発および提供された。2021年4月8日、NASAは火星に関する最初のMEDA天気予報を報告した。2021年4月3〜4日の最高気温は「マイナス7.6度、最低気温はマイナス117.4度でした... [風]が突風を吹いている。 ..22mph」。